# Ёлкино (Чувашия)
Ёлкино (офиц. Елкино; чув. Ёлкино)  — деревня в Моргаушском районе Чувашии, входит в Юнгинское сельское поселение. Население — 7 человек (на 1 января 2016 года). 

## География
Расстояние до столицы республики — города Чебоксары — 54 км, до районного центра — села Моргауши — 25 км, до железнодорожной станции (Чебоксары) — 54 км

## История
Деревня основана во 2-й половине XVIII века И.А. Вашутиным. Крестьяне частью переведены из села Ивановское, Ёлкина тож Ядринского уезда, частью из Новоладожского уезда Санкт-Петербургской губернии. Жители — русские, до 1866 года помещичьи крестьяне Вашутиных, Полозовых; занимались земледелием, животноводством, отхожими промыслами. С 1889 года функционировала школа грамоты. В 1931 образован колхоз «Революция 1905 года». 

В 1859 году деревня упомянута как Новая Ёлкина (32 двора).
Административная принадлежность
Деревня относилась к Татаркасинской волости — до 1920 года в Козьмодемьянском уезде Казанской губернии РСФСР, до 1927 года в Чебоксарском уезде Чувашской АО (c 1925 года Чувашской АССР), с 1927 года входила в Татаркасинский район и была центром Ёлкинского сельсовета, c 1939 года в Юнгинском сельсовете и входит в Ядринский район, а с 1962 года в Моргаушский район. 

## Население
В 2002 году в деревне было 15 дворов и проживало 8 человек, на 1 января 2016 года — в деревне 24 хозяйства.
| 2010 | 2012 |
| ---- | ---- |
| 3    | ↗4   |